# Trophée des champions 2010 (pallamano)
Il Trophée des champions 2010 è stata la 1ª edizione dell'omonima competizione francese di pallamano. A conquistare il titolo è stato il Montpellier Agglomération per la prima volta nella storia battendo in finale per 32-29 il Chambéry Savoie.

## Squadre partecipanti
| Squadre                   | Qualificazione                   | Partecipazioni precedenti (il grassetto indica la vittoria) |
| ------------------------- | -------------------------------- | ----------------------------------------------------------- |
| Chambéry Savoie           | 2º classificato in Division 1    | 0 (Esordiente)                                              |
| Montpellier Agglomération | Vincitore della Division 1       | 0 (Esordiente)                                              |
| Saint-Raphaël             | Finalista della Coppa di Lega    | 0 (Esordiente)                                              |
| Tremblay                  | Finalista della Coppa di Francia | 0 (Esordiente)                                              |

## Risultati

### Semifinali
| Arbitri: | Nordine Lazaar Laurent Reveret |

|        |           |        |
| Paty 7 | Marcatori | Sall 7 |

| Arbitri: | Charlotte Bonaventura Julie Bonaventura |

|                      |           |             |
| Juriček, Kavtičnik 6 | Marcatori | Krakowski 6 |

### Finale
| Arbitri: | Nordine Lazaar Laurent Reveret |

|               |           |                 |
| Bašić, Paty 6 | Marcatori | N. Karabatić 12 |